# Pato Fu
Pato Fu est un groupe de rock brésilien, originaire de Belo Horizonte, Minas Gerais.
Le groupe est formé en septembre 1992 par la chanteuse et guitariste rythmique Fernanda Takai, le guitariste John Ulhoa et le bassiste Ricardo Koctus. Leur batteur, Xande Tamietti, rejoint le groupe en 1996, ainsi que le claviériste Lulu Camargo en 2005. Le groupe est également célèbre en 2010, pour l'album de Música de Brinquedo, qui a été écrit en utilisant uniquement des jouets instruments.
Il est considéré comme l'un des 10 meilleurs groupes aux États-Unis, selon le magazine Time. Dans cette liste U2 et Radiohead sont inclus.

## Biographie

### Origines et débuts
Leur premier album, Rotomusic de Liquidificapum, est publié en 1993, suivi, depuis, par huit autres versions: Gol de quem? (1995), Tem mas acabou (1996), Televisão de Cachorro (1998), Isopor (1999), Ruído Rosa (2000), MTV ao vivo: No museu de arte da pampulha (2002), Toda cura para todo mal (2005), et Daqui Pro Futuro (2007), et avec le lancement prévu pour 2010, Música de Brinquedo.
Le nom de la bande s'inspire de la bande-dessinée Garfield. Dans la bande-dessinée, Garfield attaque le facteur avec ses techniques de chat fu. La bande a aimé les jeux de mots, mais a décidé de changer de Gato (chat) pour Pato (canard). Coïncidence ou pas, l'expression a également été publié dans la traduction brésilienne du film Howard le Canard; en cela, Howard dit qu'il sait Pato Fu (Quak Fu dans l'original).

### Popularité
La popularité du groupe commence à augmenter simultanément avec deux autres groupes de Belo Horizonte, Jota Quest et Skank. Le groupe joue dans le style rock alternatif, mais recoure fréquemment à la musique expérimentale. Pato Fu est souvent dit comme étant influencée par Os Mutantes, un célèbre groupe tropicaliste brésilien depuis les années 1960, probablement en raison de l'expérimentalisme trouvé dans les deux bandes de chants. Leur musique est influencée par Devo, The Cure, Radiohead, Pizzicato Five, Super Furry Animals et aussi de la musique populaire brésilienne, parmi de nombreux autres. Takai a dit une fois que son chant est influencée par Suzanne Vega, dont elle est fan.
Takai et Ulhoa sont mariés et ont eu une fille, Nina, en 2003. Le groupe célèbre son 10e anniversaire en 2003 avec la sortie de MTV ao vivo: No museu de arte da pampulha, une performance live avec certaines de leurs chansons les plus célèbres.

### Dernier albums

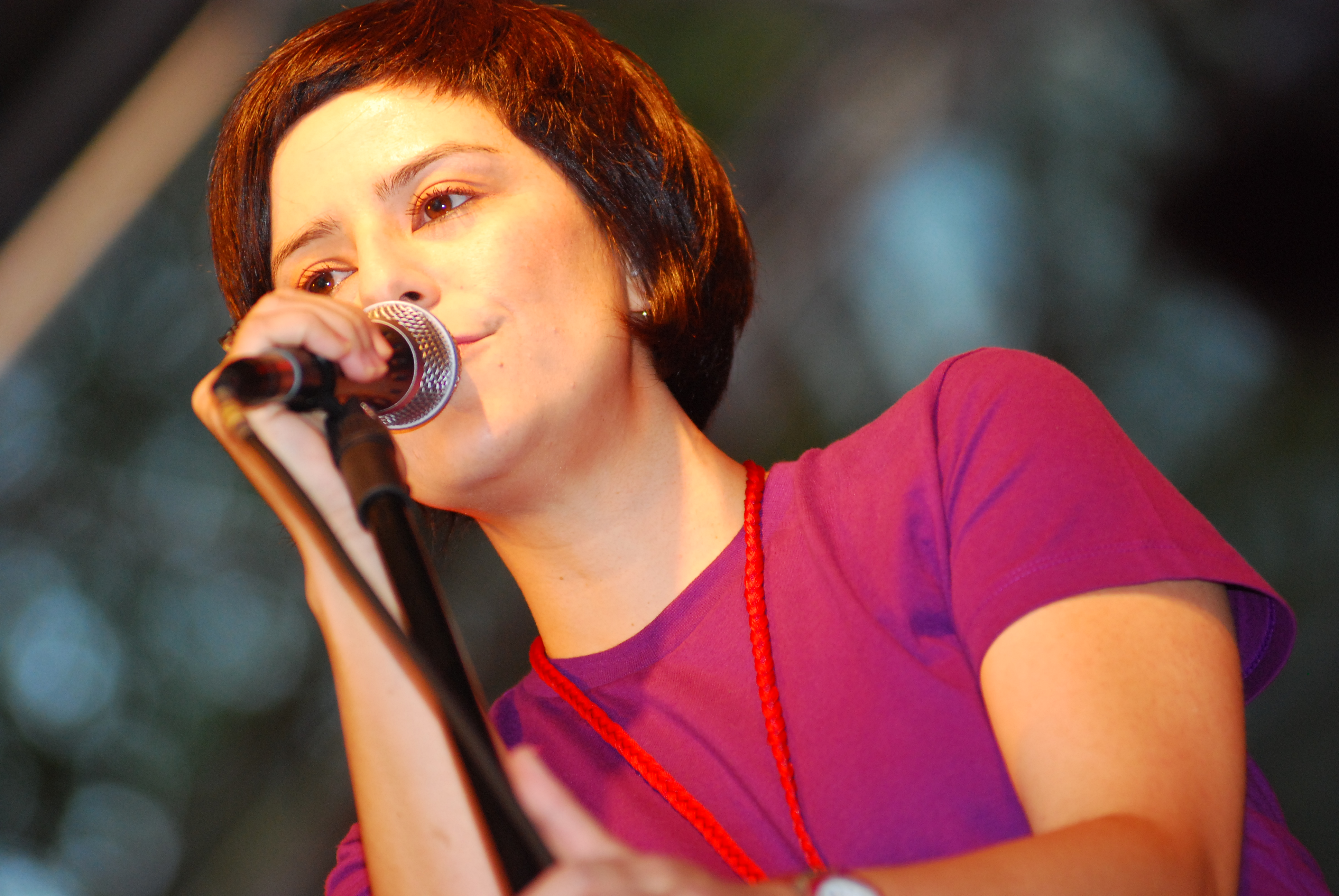
Fernanda Takai, chanteuse du groupe.

En 2010, Pato Fu enregistre un album des classiques de rock brésiliens et internationaux  joué seulement avec des jouets instruments appelés Música de Brinquedo, qui a généré une réponse positive de la part du public. Des classiques tels que Live and Let Die and Rock and Roll Lullaby étaient présents. Un DVD live, appelé Música de Brinquedo Ao Vivo, est enregistré en 2011. Música de Brinquedo est nommé d'un Grammy en 2011 (The Latin Recording Academy).
En 2015, leur album Não pare pra pensar est nommé pour le 16e Latin Grammy Awards dans le Meilleur album de rock brésilien de la catégorie.

## Membres

### Membres actuels
- Fernanda Takai - chant, guitare acoustique, guitare rythmique (depuis 1992)
- John Ulhoa - guitare, guitare acoustique, chœurs et chant, cavaquinho (depuis 1992)
- Ricardo Koctus - guitare basse, chœurs, pandeiro (depuis 1992)
- Lulu Camargo - claviers, piano, accordéon (depuis 2005)
- Glauco Nastacia - tambours (depuis 2014)

### Anciens membres
- Xande Tamietti - tambours (1996-2014)
- Dudu Tsuda - claviers, piano (2008-2009)

### Membres live
- André Abujamra - guitare, piano (1996-1998)
- Hugo Hori - saxophone (1996)
- Tiquinho - trompette (1996)
- Sérgio Bartolo - basse (1996)
- Haroldo Ferreti - tambours (1993)

## Discographie

### Albums studio
- 1993 : Rotomusic de liquidificapum
- 1995 : Gol de quem?
- 1996 : Tem mas acabou
- 1998 : Televisão de cachorro
- 1999 : Isopor
- 2001 : Ruído rosa
- 2005 : Toda cura para todo mal
- 2007 : Daqui Pro Futuro
- 2010 : Música de brinquedo
- 2014 : Não pare pra pensar

### Albums live
- 2002 : MTV ao Vivo - Pato Fu no Museu de arte da pampulha
- 2011 : Música de brinquedo ao vivo

### DVD
- MTV ao Vivo - Pato Fu no Museu de Arte da Pampulha (2002)
- Vidéo Clipes (2004)
- Toda Cura para Todo Mal (2007)
- Extra! Extra! (2009)
- Música de Brinquedo Ao Vivo (2011)

### Singles
| Année | Titre                                       | Album                                              |
| ----- | ------------------------------------------- | -------------------------------------------------- |
| 1993  | Rotomusic de liquidificapum                 | Rotomusic de Liquidificapum                        |
| 1993  | O processo de criação vai de 10 até 100 mil | Rotomusic de Liquidificapum                        |
| 1993  | Meu pai, meu irmão                          | Rotomusic de Liquidificapum                        |
| 1995  | Mamãe Ama É o Meu Revolver                  | Gol de Quem?                                       |
| 1995  | Sobre o tempov                              | Gol de Quem?                                       |
| 1995  | Qualquer bobagem                            | Gol de Quem?                                       |
| 1996  | Pinga                                       | Tem Mas Acabou                                     |
| 1996  | Água                                        | Tem Mas Acabou                                     |
| 1996  | O Peso das Coisas                           | Tem Mas Acabou                                     |
| 1998  | Antes Que Seja Tarde                        | Televisão de Cachorro                              |
| 1998  | Eu sei                                      | Televisão de Cachorro                              |
| 1998  | Canção pra você viver mais                  | Televisão de Cachorro                              |
| 1999  | Depois                                      | Isopor                                             |
| 1999  | Made in Japan                               | Isopor                                             |
| 1999  | Perdendo dentes                             | Isopor                                             |
| 2001  | L'ue                                        | Ruído Rosa                                         |
| 2001  | Menti pra você, mas foi sem quero           | Ruído Rosa                                         |
| 2002  | Por perto                                   | MTV ao Vivo - Pato Fu no Museu de Arte da Pampulha |
| 2002  | Não mais                                    | MTV ao Vivo - Pato Fu no Museu de Arte da Pampulha |
| 2005  | Uh Uh Uh La La La, Ié Ié!                   | Toda cura para todo mal                            |
| 2005  | Anormales                                   | Toda cura para todo mal                            |
| 2005  | Sorte de e-Azar                             | Toda cura para todo mal                            |
| 2005  | Amendoim                                    | Toda cura para todo mal                            |
| 2007  | "Les villes dans la Poussière"              | Daqui pro futuro                                   |
| 2007  | 30.000 Pés                                  | Daqui pro futuro                                   |
| 2007  | Nada original                               | Daqui pro futuro                                   |
| 2007  | Tudo vai avons bem                          | Daqui pro futuro                                   |
| 2010  | Rock and Roll Berceuse                      | Música de brinquedo                                |
| 2010  | Todos estão surdos                          | Música de brinquedo                                |
| 2010  | Vivre et laisser mourir                     | Música de brinquedo                                |
| 2010  | Primavera" (vai chuva)                      | Música de brinquedo                                |
| 2011  | Bohemiam Rhapsody                           | Música de Brinquedo Ao Vivo                        |
| 2011  | Simplicidade                                | Música de Brinquedo Ao Vivo                        |
| 2011  | Sobre o tempo                               | Música de Brinquedo Ao Vivo                        |
| 2011  | L'ue                                        | Música de Brinquedo Ao Vivo                        |

### Hits
- Sobre o Tempo (à partir de Gol de Quem?)
- Pinga (de Tem Mas Acabou; le nom de la chanson fait référence à une boisson brésilienne, cachaça)
- Canção pra Você Viver Mais (à partir de Televisão de Cachorro; un hommage au père de Takai )
- Antes Que Seja Tarde (à partir de Televisão de Cachorro)
- Made in Japan (à partir de Isopor; presque entièrement chanté en Japonais. Il a été écrit en portugais par Jean et traduit par un professeur Japonais. Son clip vidéo est un hommage aux vieux films Japonais de science-fiction et une satire contre l'Américanisation, la victoire du prix brésilien VMA). Le chœur vient de la chanson Mah Na Mah Na.
- Depois (à partir de Isopor)
- Perdendo Dentes (à partir de Isopor)
- L'ue (à partir de Ruído Rosa; un hommage à thérémine)
- Ando Meio Desligado (à partir de Ruído Rosa; couverture de Os Mutantes)
- Por Perto (à partir de MTV ao Vivo)
- Uh Uh Uh, Lá Lá Lá, Ié Ié! (à partir de Toda Cura para Todo Mal)
- Sorte de e Azar (à partir de Toda Cura para Todo Mal)
- Anormal (à partir de Toda Cura para Todo Mal)
- Rock and Roll Lullaby (couverture, jouet instruments)